# Видне
Ви́дне (рос. Видное) — місто, центр Ленінського міського округу Московської області, Росія. Місто обласного підпорядкування, місто-супутник Москви.

## Географія
Місто розташоване на річці Битця за 5 кілометрів на південь від Москви. Залізнична станція Розторгуєво Павелецького напрямку Московської залізниці.

## Історія
Хоча історія поселень тут тягнеться ще в часи середньовіччя, однак лише у 1902 році на території садиби графині Е. А. Адельберг комерційне товариство «Самопомощь» офіційно відкрило дачне селище «Видне». 12 липня 1902 року відбулось загальне зібрання членів товариства «Самопомощь» для облаштування селища під Москвою біля станції Розторгуєво Павелецької залізниці. Організатори селища легко зібрали кошти необхідні для викупу маєтку який був розділений між учасниками товариства на окремі ділянки.
У січні 1929 року у зв'язку з перетворенням Московської губернії та новим районним поділом дачне селище Видне увійшло до складу Ленінського району. У 1935 році було ухвалено рішення про будівництво під Москвою великого коксогазового заводу, що і визначило майбутнє Видного. Будівництво заводу розпочалось в жовтні 1937 року, однак його будівництво зупинила німецько-радянська війна. Отож у збудованих приміщеннях розмістились майстерні з ремонту бойової техніки. Після завершення війни будівництво заводу продовжилось, а у 1949 році почалось будівництво робітничого селища. У цей період була збудована значна частина громадських будівель. Робітниче селище отримало назву Видне. 2 квітня 1951 року завод дав перший кокс та газ — дешеве блакитне паливо почало надходити в Москву, а потужність заводу постійно зростала.
Літом 1960 року у зв'язку з утворенням Великої Москви було створено п'ять районів лісопаркової зони, які безпосередньо примикають до МКАД, серед них і Улянівський який був створений на базі Ленінського та частини Кунцевського, а його центром стало селище Видне. З квітня 1962 до січня 1965 року Видне входило до складу Пригородного (Московського) і Подольського радгоспно-колгоспних управлінь.
13 січня 1965 Видне отримує статус міста обласного підпорядкування та центром відновленого Ленінського району. Впродовж 60-80-х років XX століття місто активно розбудовується.
У 1997 році під Павелецькою залізницею було пробито тунель завдяки чому зникли черги машин, які очікували можливості на переїзд через залізницю. У 2000-му році з'явився новий для міста вид транспорту — тролейбус.

## Населення
Населення — 78635 осіб (2021; 56752 у 2010, 52198 у 2002).

## Господарство

### Промисловість
У місті знаходиться кілька великих підприємств, зокрема Московський коксогазовий завод, завод «Мосметалконструкція», ВО «Металіст», комбінат «Гіпсобетон».

### Транспорт
У 1996 році у Видному почалось будівництво першої тролейбусної лінії, а пробні рейси розпочались 15 грудня 1999 року. Регулярне сполучення було відкрито 9 вересня 2000 року. Станом на вересень 2002 року у видновському тролейбусному парку працювало 10 машин.

### ЗМІ
У місті виходить у світ газета «Видновские вести». Її перший номер вийшов у світ у лютому 1931 року під назвою «В бой за коллективизацию». Згодом її назва неодноразово мінялась: «Ленинский путь», «За коммунизм», «Ленинец». А вже з початку 90-х років вона почала виходити під сучасною назвою. Її засновником є адміністрація Ленінского району, її наклад становить близько 17000 примірників.

### Спорт
У Видному базується жіночий баскетбольний клуб «Спарта енд К». Він був заснований під назвою «Спартак» у 1949 році. Сучасну назву носить з 2010 року. Він є одним з найбільш титулованих баскетбольних клубів у Росії та Європі.
Свої ігри він проводить у Палаці спорту «Видне» — одному з найсучасніших спортивних споруд Московської області. Палац спорту розрахований на 4000 глядачів, окрім основного залу має також тренувальний зал.
Також у місті базується футбольний клуб «Видне» другого дивізіону російської першості.

## Освіта
У Видному знаходиться Московський регіональний соціально-економічний інститут який було засновано у 1994 році.

## Музеї, галереї, виставкові зали
У Видному, а також у Ленінському районі Московської області знаходиться декілька цікавих музейних об'єктів, зокрема Державний історичний заповідник «Горки Ленинские», у селищі письменників Переделкіно знаходиться Державний меморіальний музей Булата Окуджави а також будинок-музей К. І. Чуковського

## Архітектура, пам'ятки
У селі Таболово знаходиться білокам'яна Успенська церква (1705–1921). В околицях Видного садибні ансамблі 18-19 ст, зокрема Горки (нині Державний історичний заповідник «Горкі Ленінські»). У 3 км на південний захід від Видного ансамбль колишньої садиби Волконських — Суханово.

## Екологічні проблеми
У 2013 році у місті Видному тривали роботи із засипки річки Битца, що викликає протести з боку екологів. Їх тривогу викликає що ці роботи відбуваються при повній відсутності інформації та дій з боку адміністрації міського поселення Видне та Ленінського району, без проведення публічних слухань, без внесень змін в генплан Видного, без дозволу на проведення будівельних робіт, без проведення екологічної експертизи, без дозволу на вирубку дерев проводяться роботи з насипки ґрунту та вирубки дерев у межах Видного та засипки ріки Битца.

## Персоналії
- Відов Олег Борисович (1943—2017) — радянський, російський і американський кіноактор і кінорежисер.

## Міста-побратими
- Гліфада,  Греція
- Кант,  Киргизстан
- Шаосин,  КНР
- Туусула,  Фінляндія
- Лоссер,  Нідерланди
- Нувара Елія,  Шрі-Ланка

## Галерея

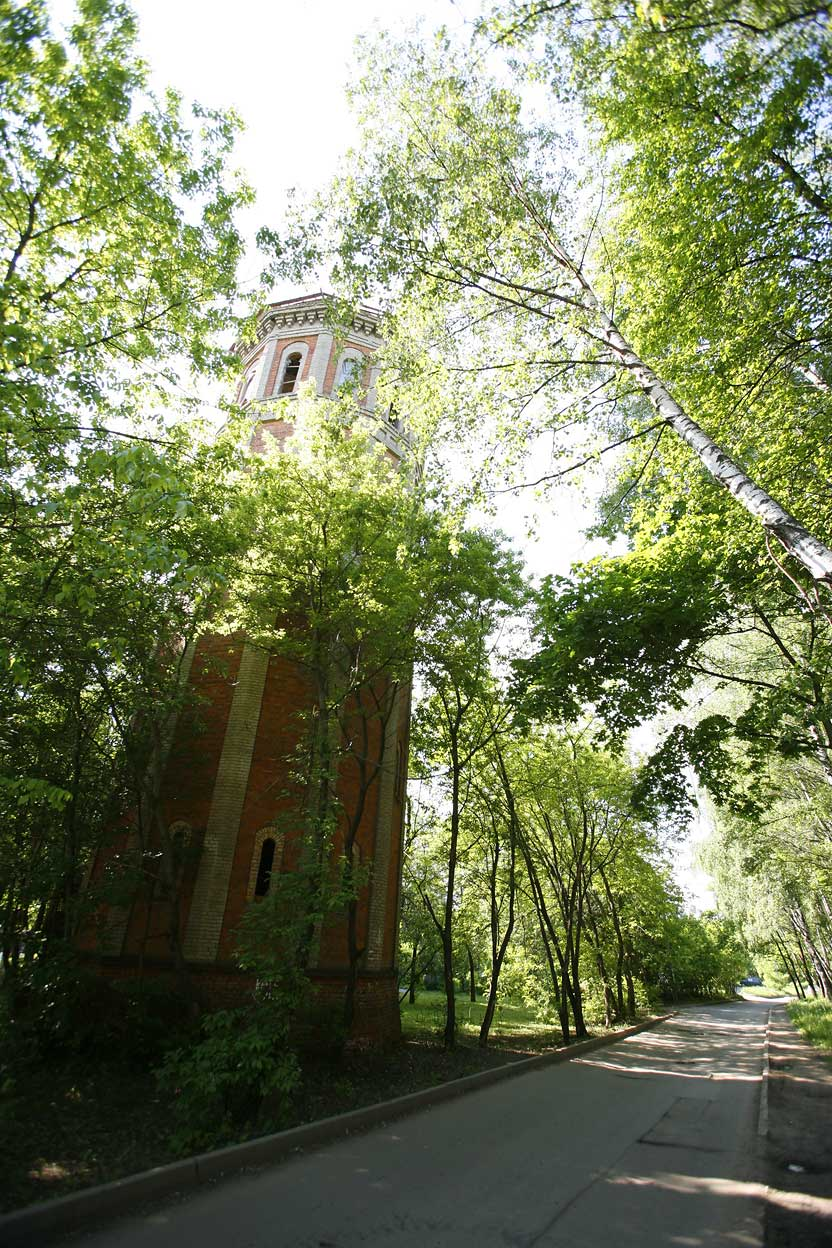
Заводська вулиця
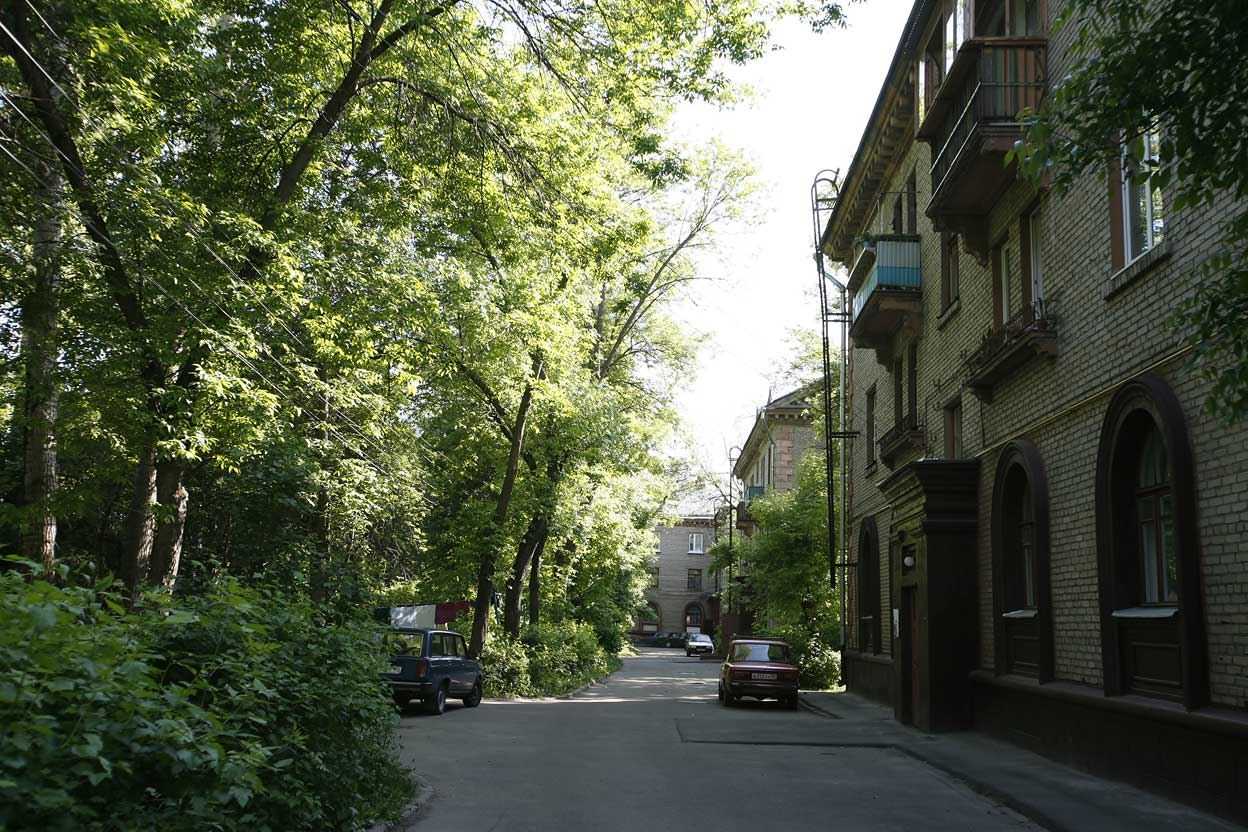
Заводська вулиця (задній двір)
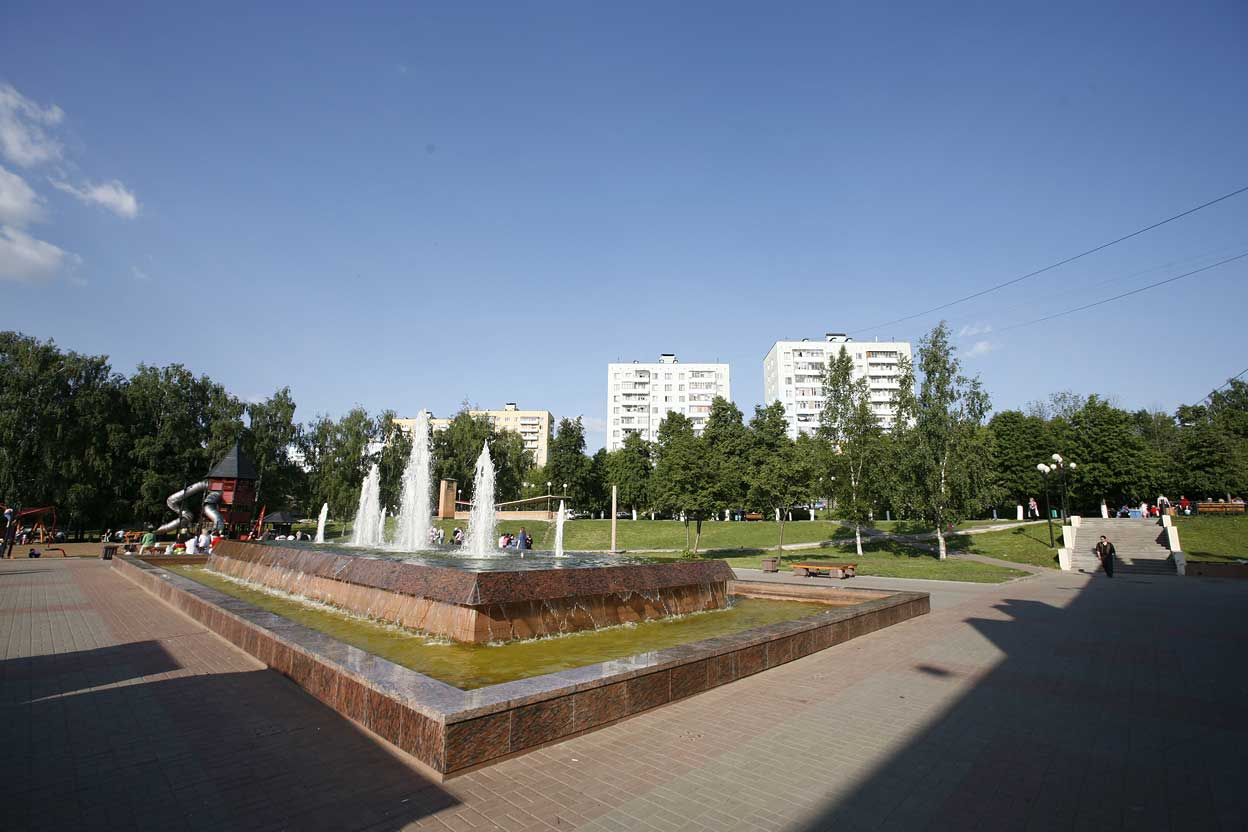
Фонтан на Радянському проїзді
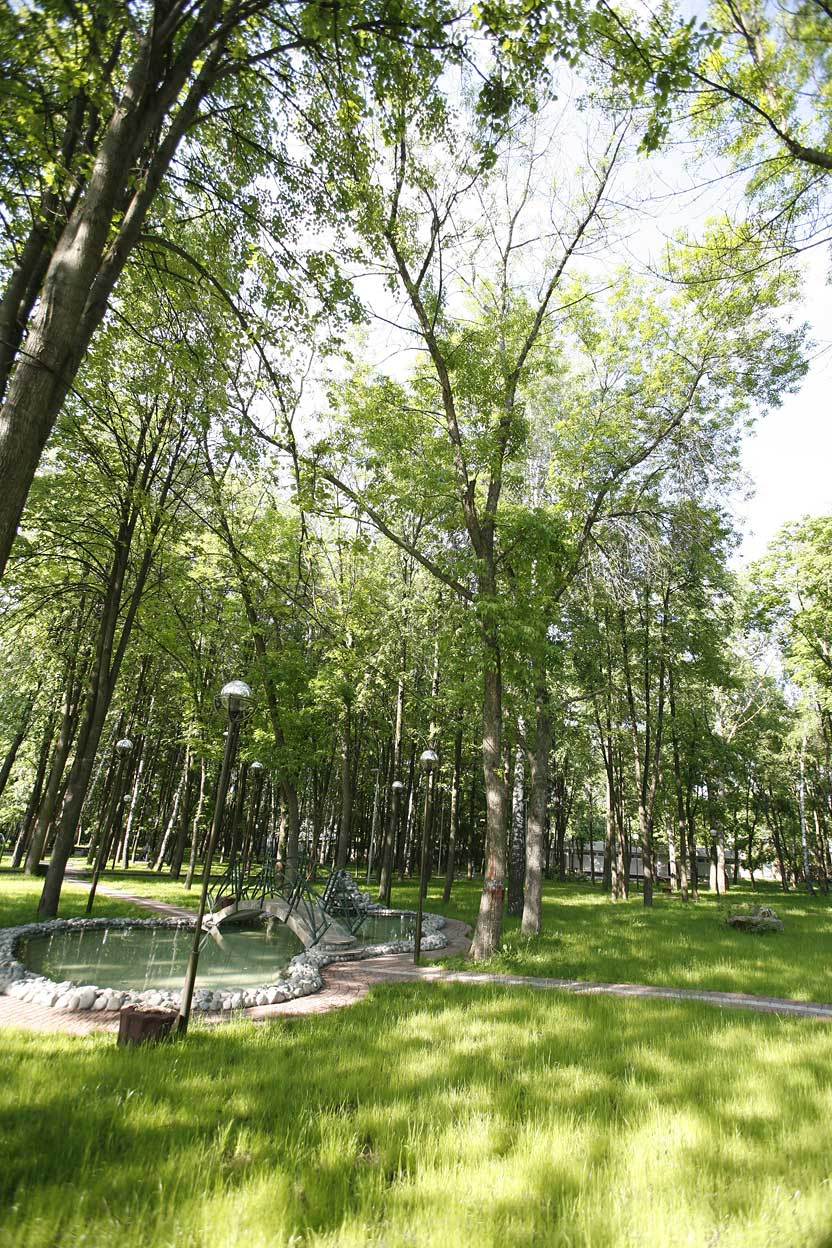
Новий міський парк
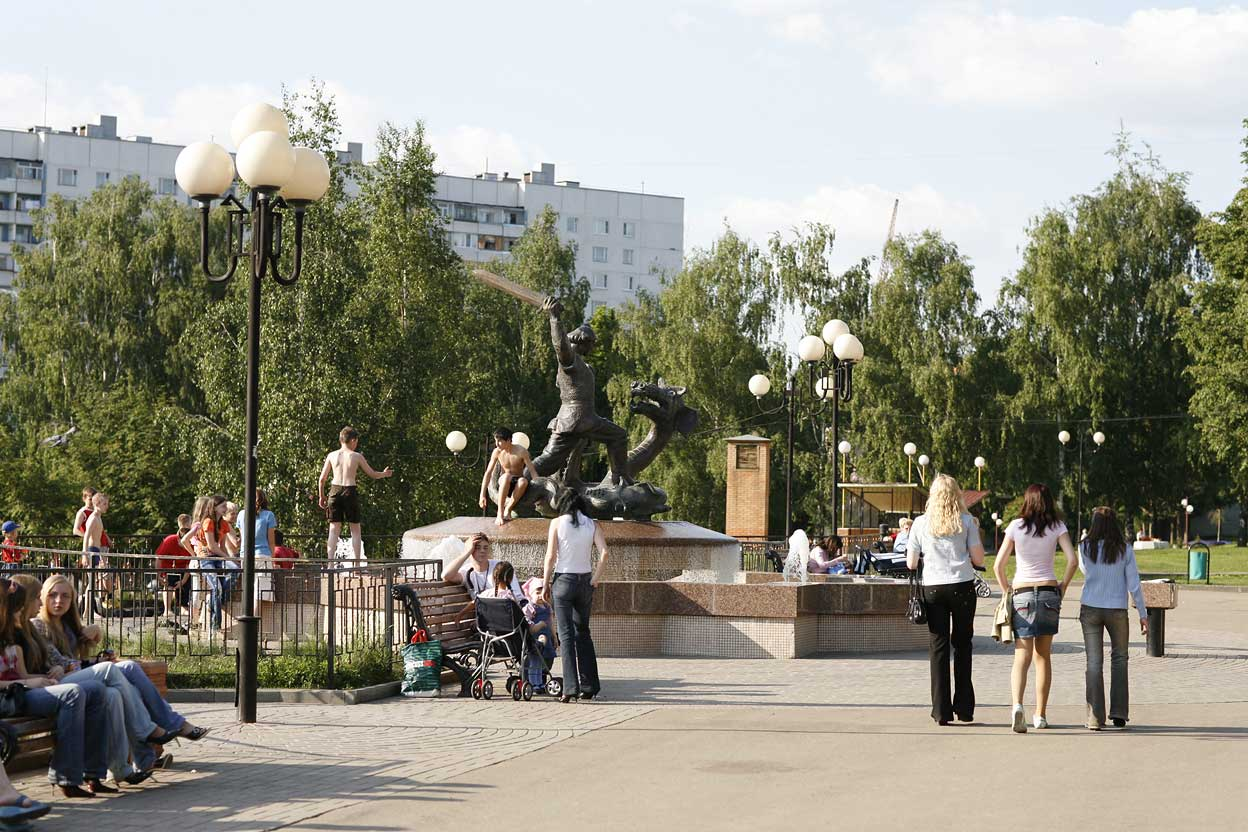
Фонтан на Радянському проїзді
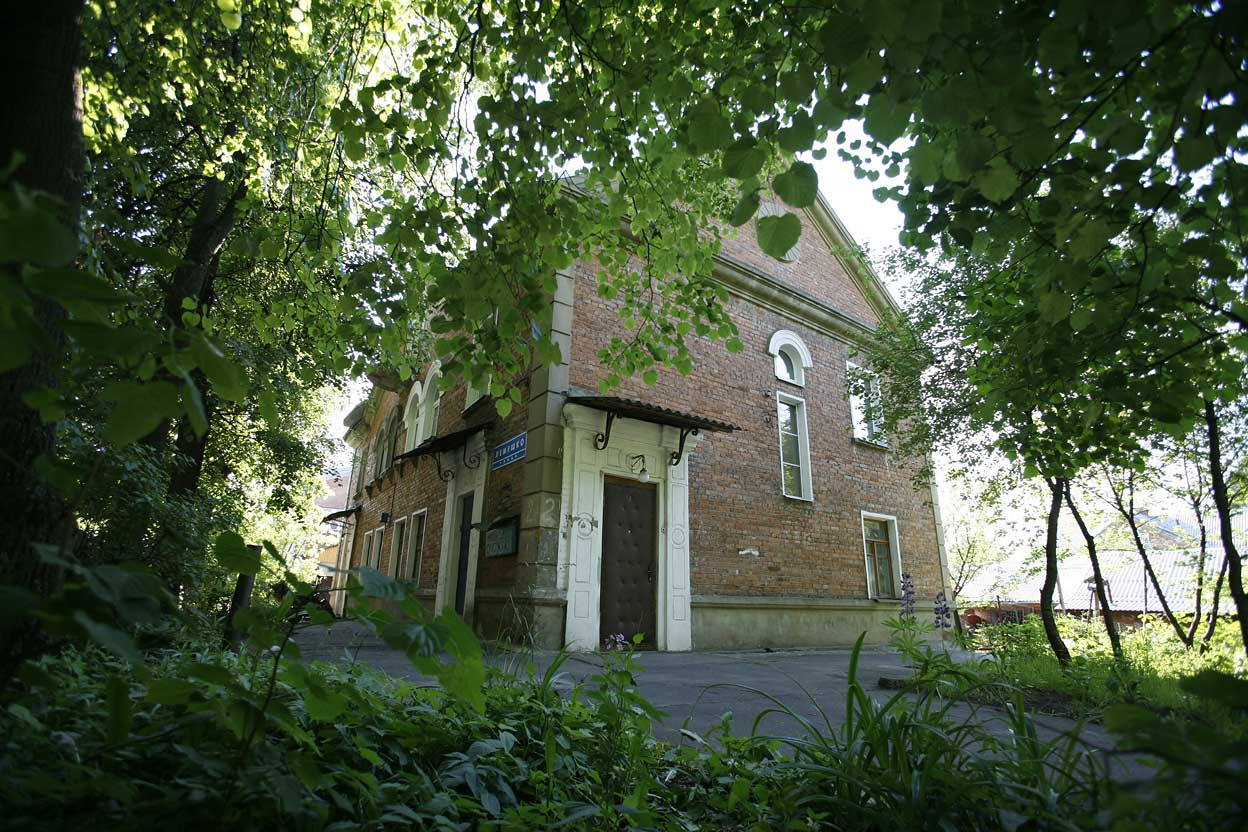
Старий дім на вулиці Лемешко
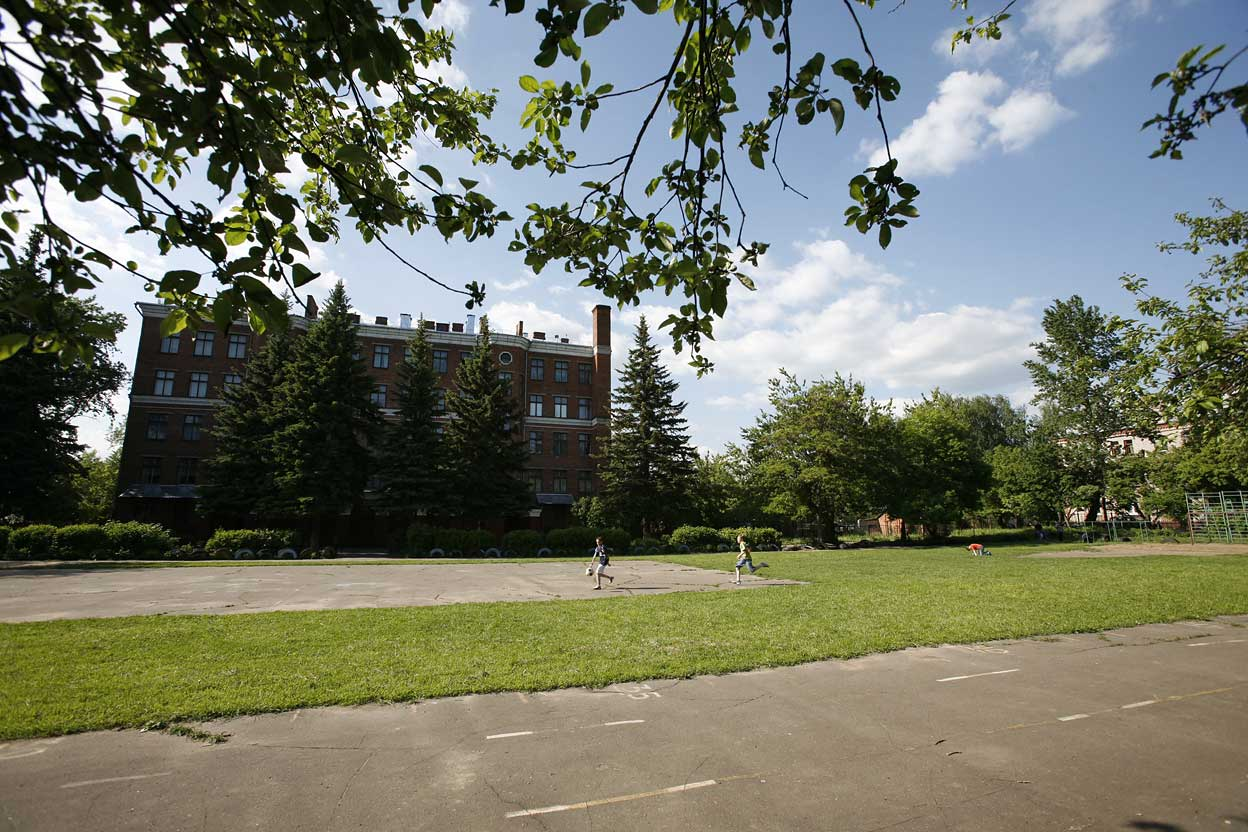
Школа № 1
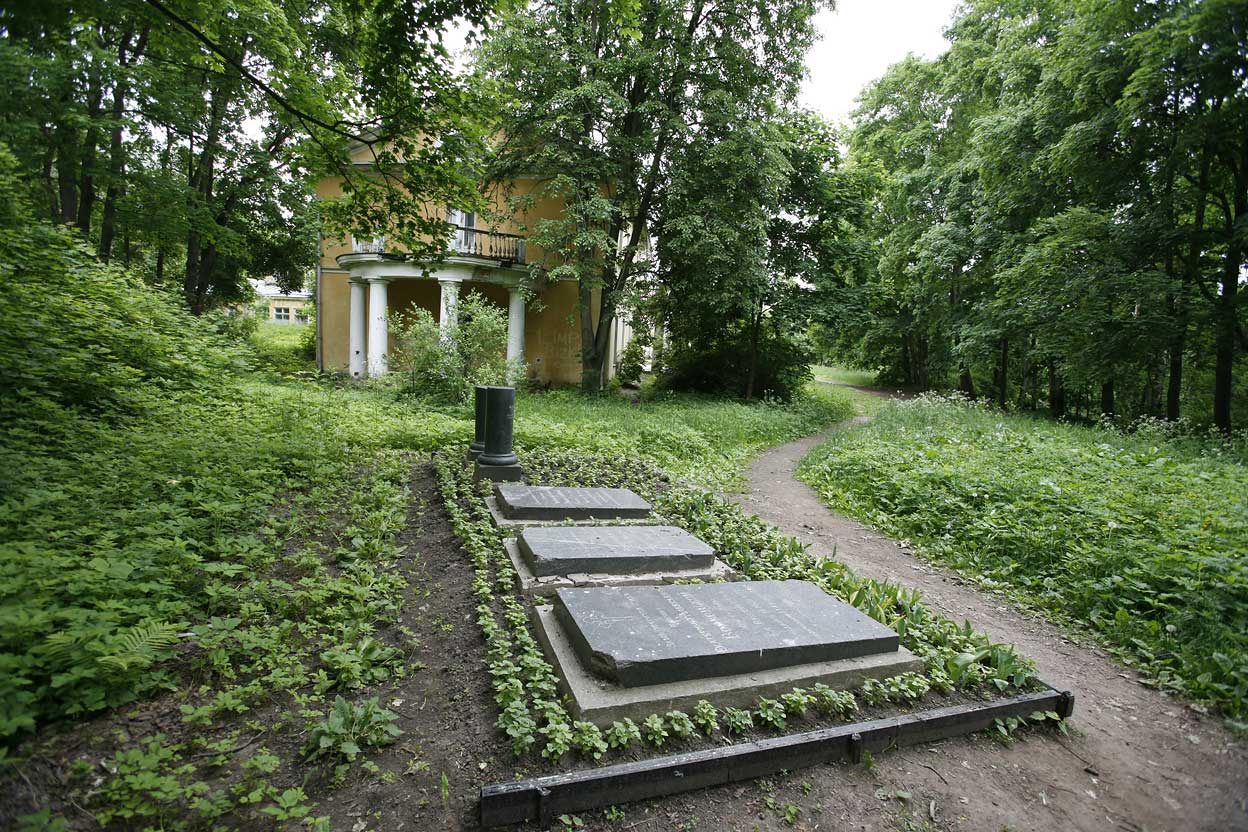
Садиба Суханове
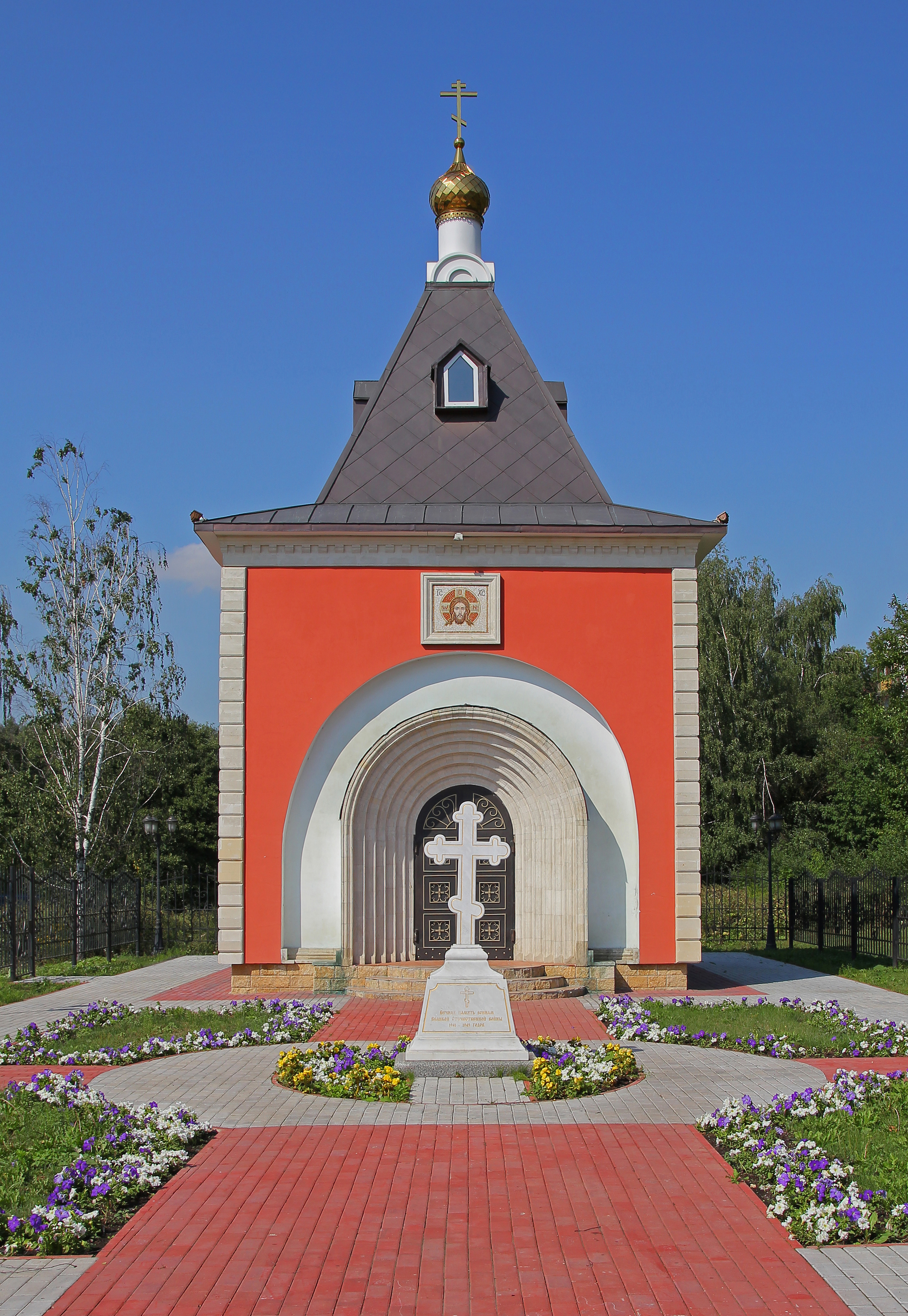
Каплиця Олександра Невського
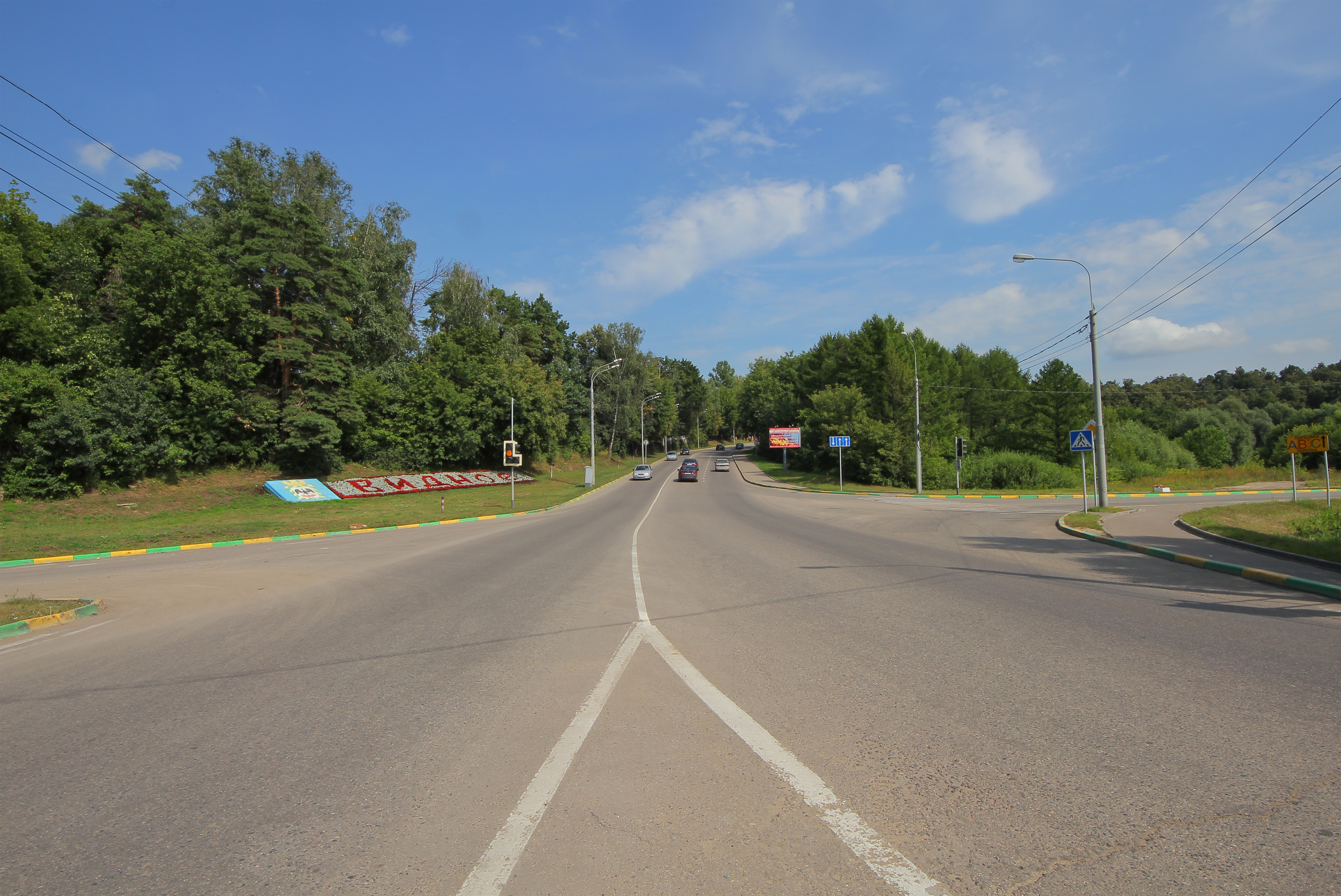
Шкільна вулиця
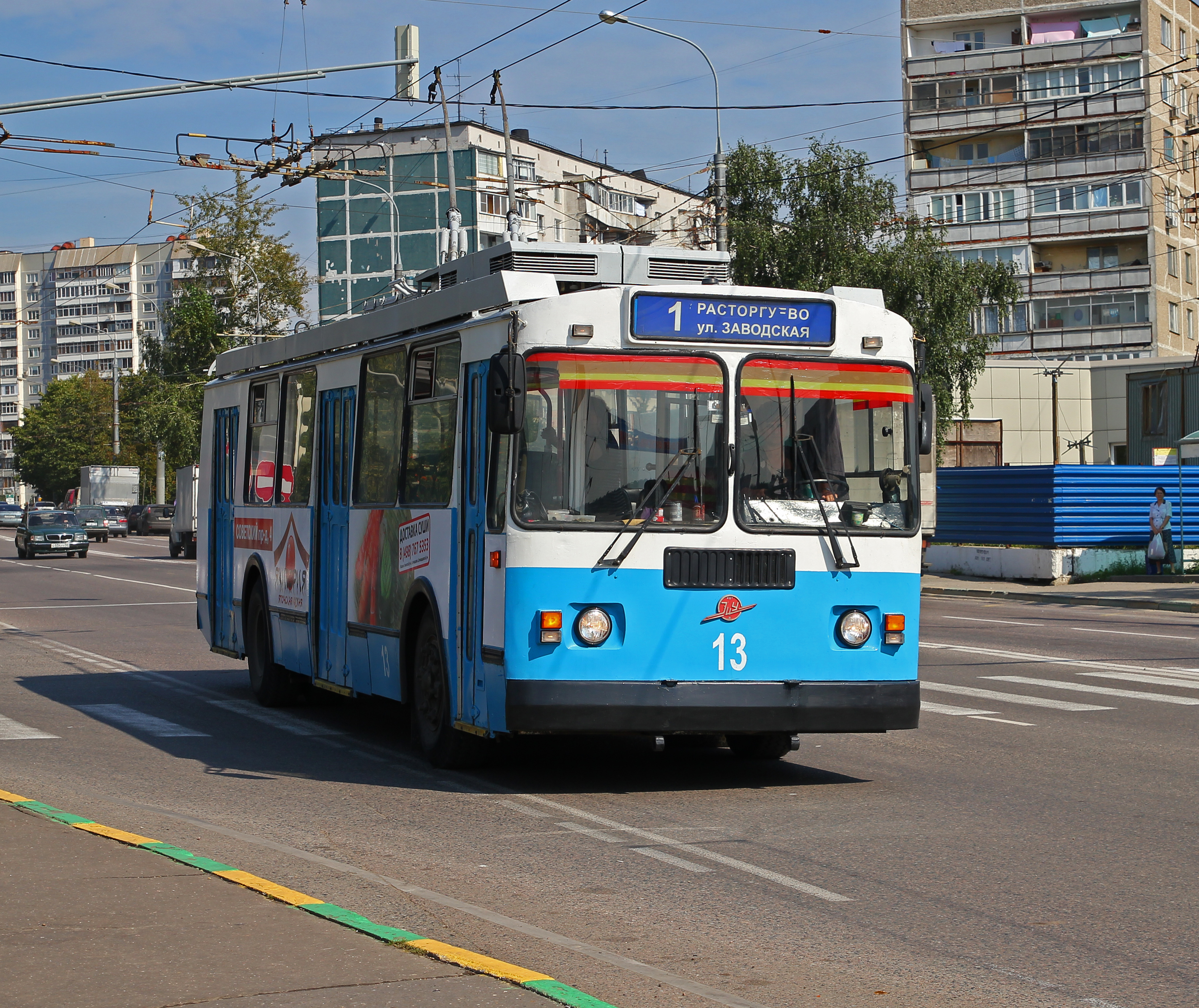
Троллейбус № 1 на проспекті Ленінського Комсомолу